# Horst Schmitz
Horst Schmitz (* 14. Juli 1963 in Speyer) ist ein deutscher Basketballtrainer und ehemaliger -spieler. Er bestritt sechs A-Länderspiele für die bundesdeutsche Nationalmannschaft.

## Laufbahn
Schmitz spielte in der Jugend des TSV Speyer, ihm gelang 1978 der Sprung in die bundesdeutsche Kadettennationalmannschaft. 1982 nahm der 1,90 Meter große Aufbauspieler an der Junioren-Europameisterschaft, ein Jahr später an der Junioren-Weltmeisterschaft teil.
Mit der A-Jugend von Bayer Leverkusen wurde er 1981 und 1982 deutscher Jugendmeister. Von 1983 bis 1988 stand er für Leverkusen in 139 Bundesliga-Spielen auf dem Feld, gewann zweimal die deutsche Meisterschaft, lief für die Rheinländer auch im Europapokal auf und nahm mit der bundesdeutschen A-Nationalmannschaft im Frühjahr 1988 an einem Turnier in Brasilien teil und kam während dieser Veranstaltung zu sechs Einsätzen im Nationaltrikot. Nach seinem Weggang aus Leverkusen ging Schmitz zu Alba Berlin, danach kehrte er 1991 nach Speyer zurück und verstärkte seinen Heimatverein in der 2. Bundesliga. Er wurde fortan hauptberuflich als Handelsvertreter einer Bausparkasse tätig. In der Saison 2003/04 beging er eine kurzzeitige Bundesliga-Rückkehr, als er im Alter von 40 Jahren in zwei Spielen der höchsten deutschen Spielklasse bei der BG Karlsruhe aushalf.
Ab 2004 war Schmitz Co-Trainer in Karlsruhe, als sich der Verein im Dezember 2005 von Uwe Sauer trennte, wurde Schmitz zum Cheftrainer befördert. Mitte Dezember 2006 trat er von seinem Amt zurück. In der Saison 2007/08 betreute er die BIS Baskets Speyer als Trainer in der 2. Bundesliga ProB, im Sommer 2008 gehörte Schmitz während der U18-Europameisterschaft in Griechenland als Co-Trainer zum Stab der deutschen Auswahl. Von 2015 bis 2017 war er als Co-Trainer der BG Karlsruhe in der 2. Bundesliga ProB tätig.
Seine Söhne Simon und Aaron traten in die Fußstapfen des Vaters und wurden Leistungsbasketballer.